# Örgryte Sport AB
Örgryte Sport AB var ett svenskt företag med Örgryte IS:s elitfotboll.
Örgryte Sport AB skapades 2004 och fick uppmärksamhet i samband med de akuta ekonomiska problem som föreningen fick 2005-2006. Företaget har finansierat flera av spelarköpen under senare år, bland annat Ailton Almeida. Ägare är kapitalstarka ÖIS-supportrar. 
Företaget bytte senare namn till Örgryte Fotboll AB. 
Företaget gick i konkurs 11 feb 2011.